# Viola merkensteiniensis
Viola merkensteiniensis är en violväxtart som beskrevs av Johann Baptist Wiesbaur och Josef Murr. Viola merkensteiniensis ingår i släktet violer, och familjen violväxter. Inga underarter finns listade i Catalogue of Life.